# Рудник Адмірал
Рудник Адмірал – гірничодобувний майданчик на заході Австралії. 
Вперше розробку золота в районі родовища Адмірал вели під час коротокочасної кампанії в середині 1990-х років з відправкою руди на збагачувальну фабрику копальні Орієнт-Велл. Станом 2024 рік права на ділянку Адмірал знаходились у компанії Genesis Minerals Ltd, яка оцінила запаси родовища у 2,3 млн тонн руди, що містить 3,7 тонни золота (крім того, ресурси категорій виміряні та показані оцінювались у 6,5 млн тонн руди та понад 9 тонн золота). 
Розробка Адмірал почалась навесні 2024 рокі. За проектом протягом двох років передбачалось вилучити відкритим способом 1,5 млн тонн руди з відправкою її автотранспортом на розташовану за чотири десятки кілометрів фабрику з вилучення золота копальні Гвалія.